# Sundamys muelleri
Sundamys muelleri — вид пацюків (Rattini), що живе у південно-східній Азії.

## Морфологічна характеристика
Довжина голови й тулуба 460–650 мм, довжина хвоста 250–370 мм, вага 200–470 грамів. Має задні лапи довжиною від 47 до 55 мм і вуха довжиною від 20 до 27 мм. Зверху вкрита грубою, кудлатою шерстю темно-коричневого кольору; крім того, є кілька розсіяних довгих чорних волосків. Світло-сіре або коричневе хутро на нижній стороні коротше. Довгий хвіст від темно-коричневого до чорного кольору.

## Середовище проживання
Ареал ппростягається від Малайського півострова через Борнео і Суматру до Палавану та багатьох менших островів у регіоні. Цей вид зустрічається в первинному лісі та вторинній порослі. Як правило, це низинний вид, що досягає 1650 метрів на схилах гори Кінабалу в Сабаху. Він часто зустрічається біля струмків і віддає перевагу вологим місцям проживання. Він переважно наземний, хоча зустрічається на гілках дерев. Раціон складається з комах, фруктів, листя і пагонів, інших рослинних речовин, крабів і наземних равликів.

## Загрози й охорона
Ймовірно, на нього вплине постійна втрата середовища існування на більшій частині ареалу. На нього, ймовірно, полюють у немусульманських частинах ареалу. Він присутній у кількох заповідних територіях.